# Walter Roth (Schauspieler)
Walter Roth (* 1959 in Pișchia (deutsch Bruckenau), Volksrepublik Rumänien) ist ein deutscher Schauspieler und Verleger.

## Leben
Walter Roth war von 1981 bis zu seiner Flucht 1987 in die Bundesrepublik Deutschland Schauspieler am Deutschen Staatstheater Temeswar. Danach lebte er in München, wo er zunächst als Installateur, und nach einem viersemestrigen Architekturstudium, als Bauzeichner arbeitete. Seit Januar 2005 lebt er in Heidelberg.
Am 13. September 2004 gründete er den WaRo-Verlag, in welchem er hauptsächlich eigene schriftstellerische und verlegerische Arbeiten veröffentlichte. Als Verleger gibt er auch die Werke von Victor Cârcu, einstiger Texter der rumänischen Progressive-Rock-Band Transsylvania Phoenix und in Karlsruhe lebender Theaterregisseure heraus. Andere vom WaRo-Verlag verlegte Autoren sind Herbert Schnaibel und Nadine M. Libicher.
Mit der Uraufführung „Die Nacht davor – Die Liebe die aus dem Osten kommt“ von Catalin Dorian Florescu am Sandkorn-Theater in Karlsruhe gab er 2006 sein Debüt als Schauspieler auf einer Bühne in Deutschland.

## Veröffentlichungen
- Tod im Teatro Comunale. WaRo-Verlag München, Taschenbuch 2003, ISBN 978-3-938344-03-3
- Hadid. WaRo-Verlag Heidelberg, Taschenbuch 2005, ISBN 978-3-938344-04-0
- Anna. WaRo-Verlag München, Taschenbuch 2003, ISBN 978-3-938344-05-7
- Im Biergarten der Menterschwaige. WaRo-Verlag München, Taschenbuch 2004, ISBN 978-3-938344-06-4
- Der Hofgartentempel. WaRo-Verlag München, Taschenbuch 2004, ISBN 978-3-938344-07-1
- Das Psychogramm einer Trennung. WaRo-Verlag München, Taschenbuch 2004, ISBN 978-3-938344-08-8
- Gevatter Tod. WaRo-Verlag München, Taschenbuch 2004, ISBN 978-3-938344-09-5
- Oktoberfest. WaRo-Verlag München, Taschenbuch 2004, ISBN 978-3-938344-11-8
- Von der Leichtigkeit des Seins. WaRo-Verlag Heidelberg, Hardcover 2023. ISBN 978-3-938344-50-7